# جون دانر
جون دانر (بالإنجليزية: John Danner)‏ هو مخترِع أمريكي، ولد في 10 مارس 1823 في كانتون في الولايات المتحدة، وتوفي بنفس المكان في 12 أبريل 1918.